# Orlęta Reda
Orlęta Reda (MK S Orlęta Reda) – polski klub piłkarski z Redy, w sezonie 2008/09 grający w III lidze polskiej gr. bałtyckiej. Był to pierwszy sezon w III lidze, w którym drużyna zajęła 15. miejsce, co oznacza spadek do niższej ligi. Po roku nieobecności piłkarze z Redy znów awansowali do III ligi.

## Piłkarze, którzy występowali w ekstraklasie i w Orlętach
Janusz Możejko - 119 meczów i 4 gole w ekstraklasie w barwach Arki Gdynia, Bałtyku Gdynia i Lechii Gdańsk. W barwach Orląt występował w sezonie 2002/2003.
Michał Renusz - 16 meczów w ekstraklasie w barwach Jagiellonii Białystok. W barwach Orląt występował w sezonie 2006/2007.
Piotr Rzepka - 229 meczów i 29 goli w ekstraklasie w barwach Bałtyku Gdynia i Górnika Zabrze. W barwach Orląt występował w 1999 roku.

## Lekkoatletyka
Z sekcji lekkoatletycznej klubu MKS Orlęta Reda pochodzi także Marta Jeschke - sprinterka, reprezentantka Polski na igrzyskach olimpijskich w Pekinie (2008).